# Битва на реке (633)
Битва на реке произошла в 633 году в Месопотамии (современный Ирак) между силами Арабского халифата, возглавляемыми Халид ибн Валидом, и армией Сасанидского государства. В этом сражении арабы разбили численно превосходящую персидскую армию.

## Предыстория
После смерти пророка Мухаммеда халифом стал Абу Бакр. Победив в войнах с вероотступниками, он в 633 году начал завоевание окрестных земель. Первый удар арабы направили против государства Сасанидов, атаковав территорию современного Ирака; арабские силы возглавил лучший полководец халифата — Халид ибн Валид.
Хормуз — персидский наместник пограничного округа Даст Мейсан — узнав о выступлении мусульман, отправил информацию в столицу, а сам с армией выступил им навстречу. В сражении, которое вошло в историю как «битва сцеплённых», сасанидская армия была разбита арабами, а сам Хормуз убит.

## Перед сражением
Получив сообщение Хормуза о выступлении арабов-мусульман, шахиншах отправил ему на подмогу большую армию во главе с генералом Каринз ибн Карьянзом. Она должна была в случае поражения Хормуза защитить Убаллу (в районе современной Басры) — важный порт государства Сасанидов.
Когда армия ибн Карьянза прибыла на место, к ней присоединились остатки разбитой в «битве сцеплённых» армии Хормуза с генералами Кубазом и Анушджаном (командовавшими левым и правым крылом, и успевшими отступить). Услышав от них рассказы о мощи мусульманской армии, ибн Карьянз испугался, и решил принять сражение вне Убаллы, в местечке под названием Аль-Мадхар, которое находилось близко к Евфрату. Персидский командующий приказал приготовить на реке большое число кораблей, которыми можно было бы воспользоваться для бегства в случае успеха мусульманской армии.
Халид ибн Валид узнал, что сасанидская армия отправилась к Аль-Махдару, и повёл армию туда же, отправив вперёд отряд под командованием Мусаны ибн Хариса, который прибыл к месту сражения раньше, чем ожидали персы.
Когда ибн Валид прибыл на место, то увидел большое количество кораблей на реке и понял, что персы боятся и могут попытаться сбежать.

## Сражение
Перед битвой ибн Карьянз вызвал ибн Валида на поединок. Ибн Валид принял вызов, но прежде, чем он выехал, ибн Карьянза вызвал другой арабский воин — Ма'каль ибн Аль-А'маш (معقل بن الأعمش), и ибн Валид позволил ему выйти вперёд. Маакаль убил ибн Карьянза, после чего командир Ассим ибн Амр убил в поединке другого персидского командующего — Анушджана, наконец Адди ибн Хатам убил Кубаза. Гибель трёх персидских генералов воодушевила мусульман, и Халид ибн Валид скомандовал общую атаку, которая привела к разгрому персидского войска.

## Итог
Победив в «битве на реке», Халид ибн Валид разбил Сасанидов ещё в двух битвах, и в итоге взял свою цель — Хиру. Первое вторжение мусульман в Ирак завершилось за четыре месяца. Абу Бакр не стал направлять Халид ибн Валида глубже в сасанидскую территорию, а через девять месяцев послал его на сирийский фронт командовать вторжением в Византийскую империю.